# 와라이족
와라이족(Warays 또는 Waray people)은 필리핀 동비사야 지방을 구성하고 있는 사마르, 레이테, 그리고 빌리란섬의 원주민들로 주요 언어가 오스트로네시아어족의 와라이와라이어인 비사야족의 하위 집단이다. 와라이족들은 사마르섬 전체에 걸쳐 거주하고 있다. 그곳에서 그들은 ‘사마레뇨’(Samareños)로 불리고 있으며, 반면, 레이테섬에서는 ‘레이테뇨’(Leyteños)로 불린다. 레이테섬에서 와라이족들은 섬의 한 가운데를 산맥이 가르고 있기 때문에 단지 섬의 북부에만 거주하고 있다. 그리하여 남부의 세부아노어 화자들과 북부의 와라이와라이어 화자들 사이에 언어적 격리가 일어나고 있다. 빌리란섬에서, 와라이와라이를 말하는 부족민들은 사마르섬을 마주보고 있는 섬의 동부에 거주하고 있다. 그들은 보통 와라이와라이어로 ‘빌리라논’(Biliranon)이라고 불린다. 비콜 지방 마스바테주에 소속된 섬인 티카오섬에서, 와라이와라이어를 말하는 사람들은 섬의 대부분 지역에 살고 있다. 그들은 보통 ‘티카오논’(Ticaonon)이라고 불린다. 그러나 티카오논은 고향인 관계로 마스바테섬의 비콜라노어 화자들과 그들의 유사성을 가진다. 비콜어와 와라이와라이어는 어휘에서는 세부아노어보다 더 비슷하다.

## 지역
와라이족 사람들은 동사마르주, 북사마르주, 서사마르주에서 다수를 형성하고 있다. 반면 그들은 레이테주와 소르소곤주에서는 중요한 인구집단을 형성한다.

## 역사
철기시대에 필리핀으로 건너 온 와라이족은 오스트로네시아어족 이민자들의 후손들이다. 1521년, 와라이족들은 페르디난드 마젤란이 이끄는 유럽인들을 목격한 최초의 필리핀 원주민들이다. 그리하여 와라이족들은 기독교로 개종한 최초의 원주민들이기도 하다. 역설적으로, 그들은 또한 로마 가톨릭교회의 전통적 관점에서도 다소 이교도적인 풍습을 유지하고 있는 최후의 필리핀 민족이기도 하다. 스페인 식민지 지배가 지속되면서, 그들은 천덕꾸러기 필리핀 민족으로 간주되어 왔다.

## 언어
와라이족은 비사야어 계열인 와라이와라이어를 한다. 그리고 제2 언어로 세부아노어를 말하기도 한다. 메트로 마닐라와 다른 지역 또는 국가로 이주한 어떤 와라이족 후손들은 또한 와라이와라이어를 제2언어 또는 제3언어로도 말하기도 한다. 지역 사회에서 통용되는 다른 외국어는 영어와 스페인어, 중국어, 그리고 일본어가 있다.

## 유명 와라이족
- 보이 아분다
- 이멜다 마르코스(전 영부인)

## 같이 보기
- 타갈로그족
- 카팜팡안족
- 일로카노족
- 이바탄족
- 팡가시난족
- 비콜라노족
- 네그리토
- 루마드족
- 모로족